# Joseph Tsai
Joseph Tsai (nacido como Tsai Chung-hsin, en enero de 1964) es un empresario taiwanés-hongkonés-canadiense. Es el cofundador y vicepresidente de Alibaba Group.

## Primeros años
Joseph Tsai nació en Taipéi, Taiwán. Asistió a la escuela secundaria Lawrenceville School, donde se graduó y obtuvo su título de leyes en la Universidad de Yale, donde también jugaba lacrosse.

## Carrera
En enero de 2016, su patrimonio poseía un estimado de $4.9 mil millones de dólares, de acuerdo con la revista Forbes. En septiembre de 2017, esa cifra alcanzó a un aproximado de $9.1 mil millones de dólares.
Es el dueño de los San Diego Seals, una franquicia de box lacrosse con el Nacional Lacrosse League.
El 14 de agosto de 2019 se hizo con la total propiedad de los Brooklyn Nets al adquirir por un monto de 2.350 millones de dólares el 51% de la franquicia (ya poseía el 49% restante), que hasta ese momento era propiedad del magnate ruso Mijaíl Prójorov.

## Vida privada
Está casado con Clara Ming-Hua Wu, nieta de Wu San-Lien, exalcalde de Taipéi. La conoció mientras pasaba sus vacaciones de verano en California, en un restaurante llamado "Mis Nadia es". Clara se graduó de la Universidad de Stanford, donde  estudió relaciones internacionales, y tiene una Maestría en Administración de Negocios de la Escuela de Negocios de Harvard. Es asesora de la empresa Taobao. Tsai y Wu tienen tres hijos.